# 曾钢
曾钢（1952年9月—），籍贯湖南，生于北京，中华人民共和国政治人物、外交官。

## 生平
1977年，毕业于西安外国语学院西语系，进入中华人民共和国外交部工作，任外交部美洲大洋洲司科员。1979年，赴墨西哥墨西哥学院进修。1981年，回国先后在外交部美洲大洋洲司、驻阿根廷大使馆、驻秘鲁大使馆任职。1988年，赴西班牙外交学院进修。1989年，回国先后在外交部拉丁美洲和加勒比司、驻玻利维亚大使馆、驻墨西哥大使馆任职，后任驻墨西哥大使馆参赞。2001年，任驻巴西大使馆公使衔参赞。2002年11月，出任中华人民共和国驻厄瓜多尔大使。2004年，任外交部拉丁美洲和加勒比司副司长。2005年，升任外交部拉丁美洲和加勒比司司长。2007年10月，出任中华人民共和国驻阿根廷大使。2011年1月，出任中华人民共和国驻墨西哥大使。2013年8月，自驻墨西哥大使离任。

## 家庭
已婚，有一子。